# Thurya capitata
Thurya capitata är en nejlikväxtart som beskrevs av Pierre Edmond Boissier och Bal. Thurya capitata ingår i släktet Thurya och familjen nejlikväxter. Inga underarter finns listade i Catalogue of Life.